# 핵막
핵막(核膜, 영어: nuclear envelope, nuclear membrane)은 진핵 세포에서 유전 물질을 둘러싸고 있는 핵을 둘러싸고 있는 두 개의 지질 이중층 막으로 구성된다.
핵막은 내부 핵막과 외부 핵막, 두 개의 지질 이중층 막으로 구성된다. 막 사이의 공간을 핵 주위 공간이라고 한다. 보통 10~50정도의 nm 폭을 가진다. 외부 핵막은 소포체 막과 연속적이다. 핵막에는 물질이 세포질과 핵 사이를 이동할 수 있도록 하는 많은 핵 공이 있다. 라민(lamin)이라고 하는 중간 필라멘트 단백질은 내부 핵막의 안쪽 면에 핵층(nuclear lamina)이라는 구조를 형성하고 핵을 구조적으로 지지한다.

## 구조
핵막은 두 개의 지질 이중층 막, 즉 내부 핵막과 외부 핵막으로 구성된다. 이 막은 핵공에 의해 서로 연결되어 있다. 두 세트의 중간 필라멘트가 핵막을 지지한다. 내부 네트워크는 내부 핵막에 핵 층을 형성한다. 느슨한 네트워크는 외부 지원을 제공하기 위해 외부에서 형성된다. 핵막의 실제 모양은 불규칙하다. 함몰과 돌출이 있으며 전자현미경으로 관찰할 수 있다.

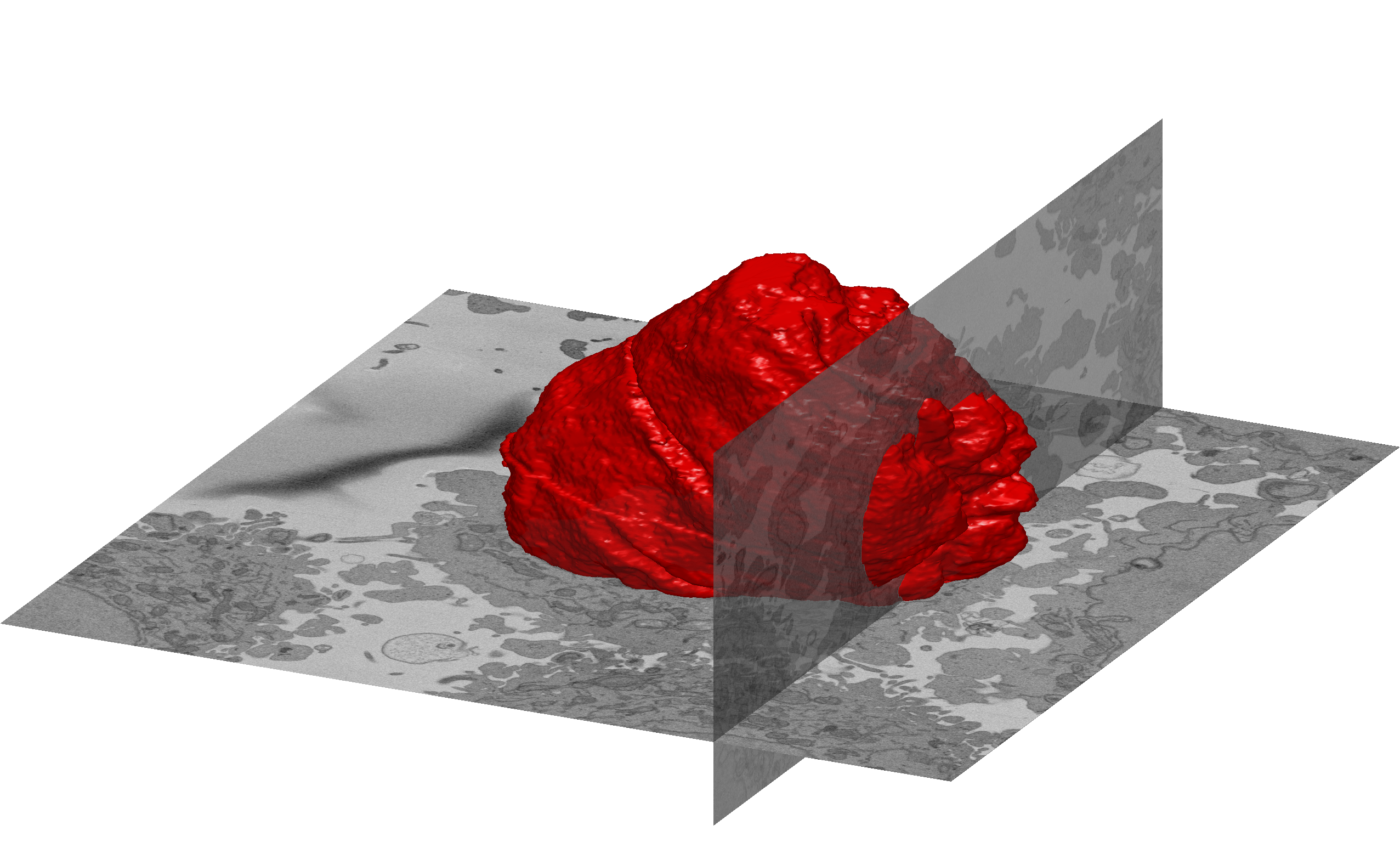
하나의 HeLa 세포의 핵 봉투의 체적 표면 렌더링(빨간색). 세포는 300개의 전자 현미경으로 관찰되었으며, 핵막은 자동으로 분할되어 렌더링되었다. 참조를 위해 하나의 수직 슬라이스와 하나의 수평 슬라이스가 추가된다.

### 외막
외부 핵막은 또한 소포체와 공통 경계를 공유한다. 물리적으로 연결되어 있지만 외부 핵막은 소포체보다 훨씬 더 높은 농도로 발견되는 단백질을 포함한다. 포유류에 존재하는 4가지 네스프린 단백질(핵외피 스펙트럼 반복 단백질)은 모두 핵 외막에서 발현된다.
Nesprin 단백질은 세포골격 필라멘트를 핵골격에 연결한다. 세포골격에 대한 Nesprin 매개 연결은 핵 위치 및 세포의 기계감각 기능에 기여한다.
- Nesprin-1 및 -2의 KASH 도메인 단백질은 LINC 복합체 (핵골격과 세포골격의 링커)의 일부이며 액틴 필라멘트와 같은 방광골격 구성요소에 직접 결합하거나 핵주위 공간의 단백질에 결합할 수 있다.[14][15]
- Nesprin-3 및-4는 거대한 화물을 내리는 역할을 할 수 있다. Nesprin -3 단백질은 플렉틴과 결합하여 핵막을 세포질 중간 필라멘트에 연결한다.[16]
- Nesprin-4 단백질은 플러스 말단 방향의 운동 키네신-1에 결합한다.[17] 외부 핵막은 또한 내부 핵막과 융합하여 핵공을 형성하기 때문에 발달에 관여한다.[18]

내부 핵막은 핵질을 둘러싸고 있으며 핵막을 안정화하고 염색질 기능에 관여하는 중간 필라멘트의 메쉬인 핵층으로 덮여 있다. 그것은 막을 관통하는 핵공에 의해 외막과 연결된다. 두 개의 막과 소포체는 연결되어 있지만 막에 묻힌 단백질은 연속체를 가로질러 분산되지 않고 그대로 유지되는 경향이 있다. 그것은 10-40nm 두께이며 핵 층이라고 불리는 섬유 네트워크로 늘어서 있다.
내부 핵막 단백질을 암호화하는 유전자의 돌연변이는 여러 가지 병을 유발할 수 있다.

### 핵공

핵막을 가로지르는 핵공

핵막은 약 40nm인 가로 폭을 가지는 1000개의 핵공 복합체에 의해 뚫려 있다. 복합체는 내부 및 외부 핵막을 연결하는 단백질인 다수의 뉴클레오포린을 포함한다.

## 세포 분열
간기의 G2 단계에서 핵막은 표면적을 증가시키고 핵공 복합체의 수를 두 배로 늘린다. 닫힌 유사분열을 겪는 효모와 같은 진핵생물에서 핵막은 세포 분열 동안 손상되지 않은 상태로 유지된다. 방추 섬유는 멤브레인 내부에 형성되거나 찢어지지 않고 침투한다. 다른 진핵생물(동물 및 식물)에서 핵막은 유사 분열 방추 섬유와 내부의 염색체에 접근할 수 있도록 유사분열의 전중기 단계에서 파괴되어야 한다.

### 분해

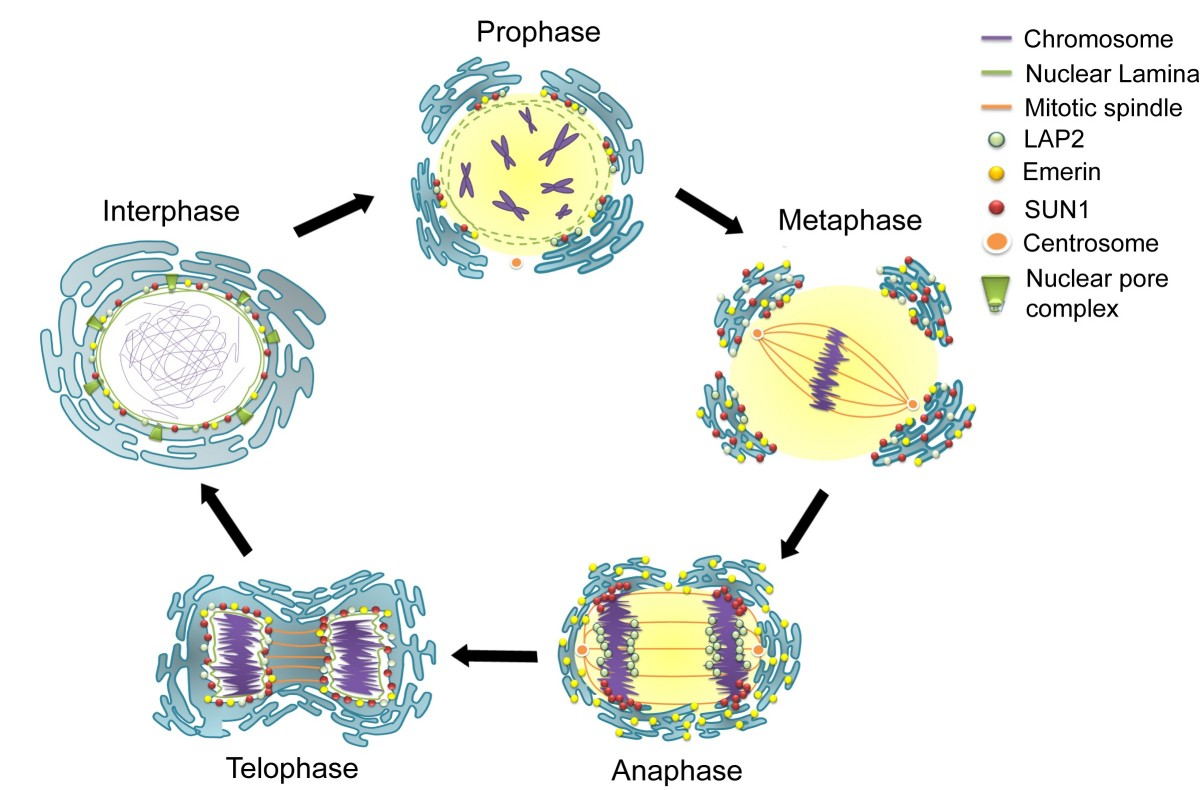
유사분열에서의 분해 및 재조립.

포유동물에서 핵막은 유사 분열의 초기 단계에서 일련의 단계를 거쳐 몇 분 안에 분해될 수 있다. 첫째, M-Cdk의 인산화 뉴클레오포린 폴리펩타이드는 핵공 복합체로부터 선택적으로 제거된다. 그 후 나머지 핵공 복합체가 동시에 분해된다. 생화학적 증거는 핵공 복합체가 작은 폴리펩타이드 단편으로 분해되지 않고 안정적인 조각으로 분해된다는 것을 시사한다. M-Cdk는 또한 핵 판(외피를 지지하는 프레임워크)의 요소를 인산화하여 판을 분해하여 외피 막을 작은 소포로 만든다. 전자 및 형광 현미경은 핵막이 소포체에 의해 흡수된다는 강력한 증거를 제공했다. 즉, 소포체에서 정상적으로 발견되지 않는 핵 단백질은 유사분열 중에 나타난다.
유사분열의 prometaphase 단계 동안 핵막의 파괴에 더하여, 세포 주기의 간기 단계 동안 이동하는 포유동물 세포에서 핵막도 파열된다. 이 일시적인 파열은 핵 변형으로 인해 발생할 수 있다. 파열은 세포질 단백질 복합체로 구성된 ESCRT에 의존하는과정에 의해 신속하게 복구된다. 핵막 파열이 일어나는 동안 DNA 이중 가닥 파손이 발생한다. 따라서 제한된 환경을 통해 이동하는 세포의 생존은 효율적인 핵막과 DNA 복구 기계에의존하는 것으로 보인다.
비정상적인 핵막 파괴는 또한 laminopathies와 암세포에서 관찰되어 세포 단백질의 잘못된 위치, 소핵 형성 및 게놈 불안정성을 초래한다.

### 재조합
유사분열의 telophase 동안 핵막이 정확히 어떻게 재형성되는지에 대해서는 논쟁이 있다. 크게 두 가지 이론이 존재한다.
- 소포 융합 - 핵막의 소포가 함께 융합하여 핵막을 재건하는 곳
- 소포체의 재형성 - 흡수된 핵막을 포함하는 소포체의 일부가 핵 공간을 둘러싸서 닫힌 막을 재형성한다.

## 기원
핵막의 비교 유전체학, 진화 및 기원에 대한 연구는 핵이 원시 진핵 생물 조상(전핵생물)에서 출현했으며 고세균-박테리아 공생에 의해 촉발되었다는 제안으로 이어졌다. 핵막의 진화적 기원에 대해 몇 가지 아이디어가 제안되었다. 이러한 아이디어에는 원핵생물 조상에서 원형질막의 함입, 또는 고세균 숙주에서 프로토 콘드 리아가 확립된 후 진정한 새로운 막 시스템의 형성이 포함된다. 핵막의 적응 기능은 세포의 프리미토콘드리아에서 생성되는 활성 산소종 (ROS)으로부터 게놈을 보호하는 장벽 역할을 하는 것일 수 있다.